# Geduld

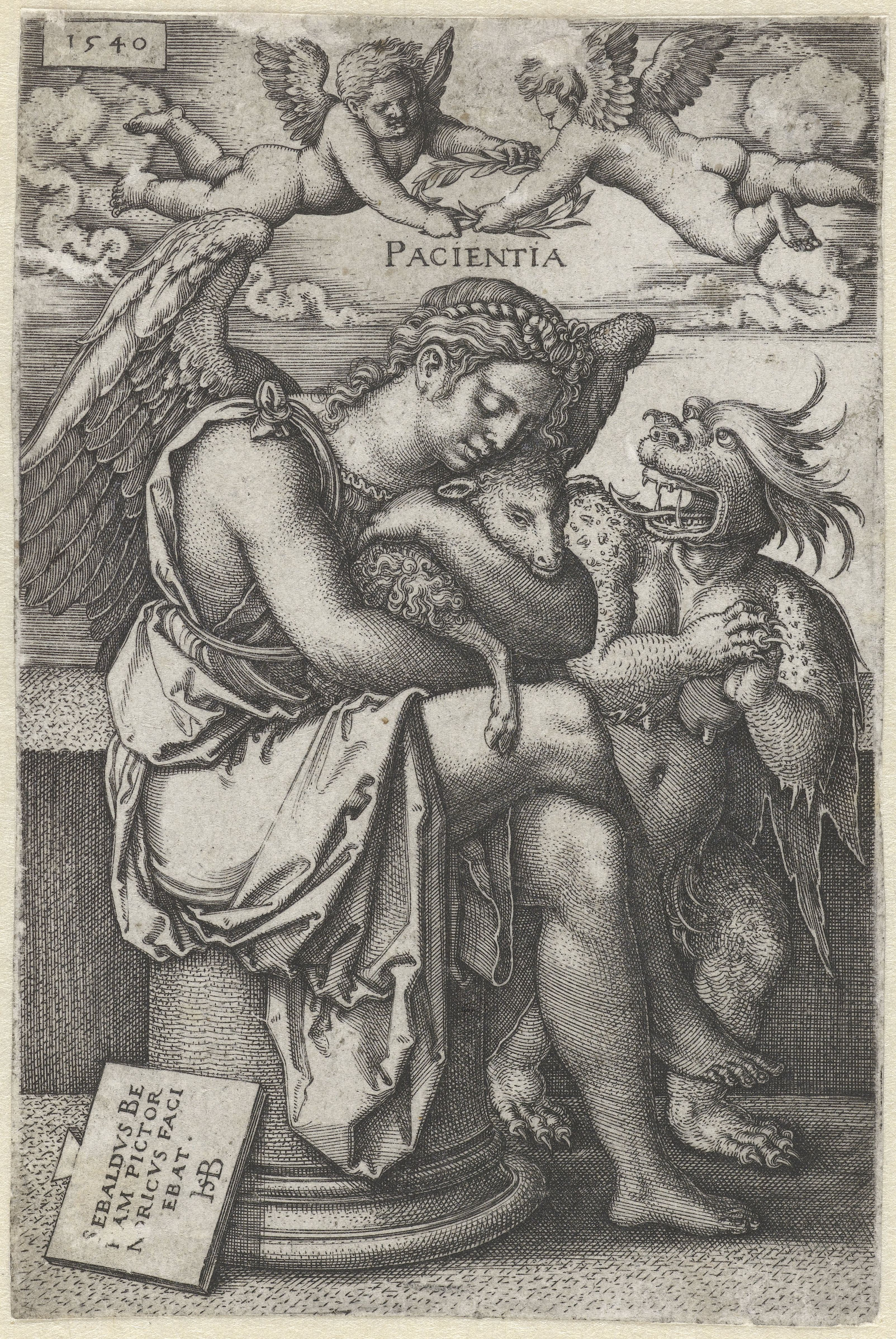
Die Geduld (allegorische Darstellung um 1540)

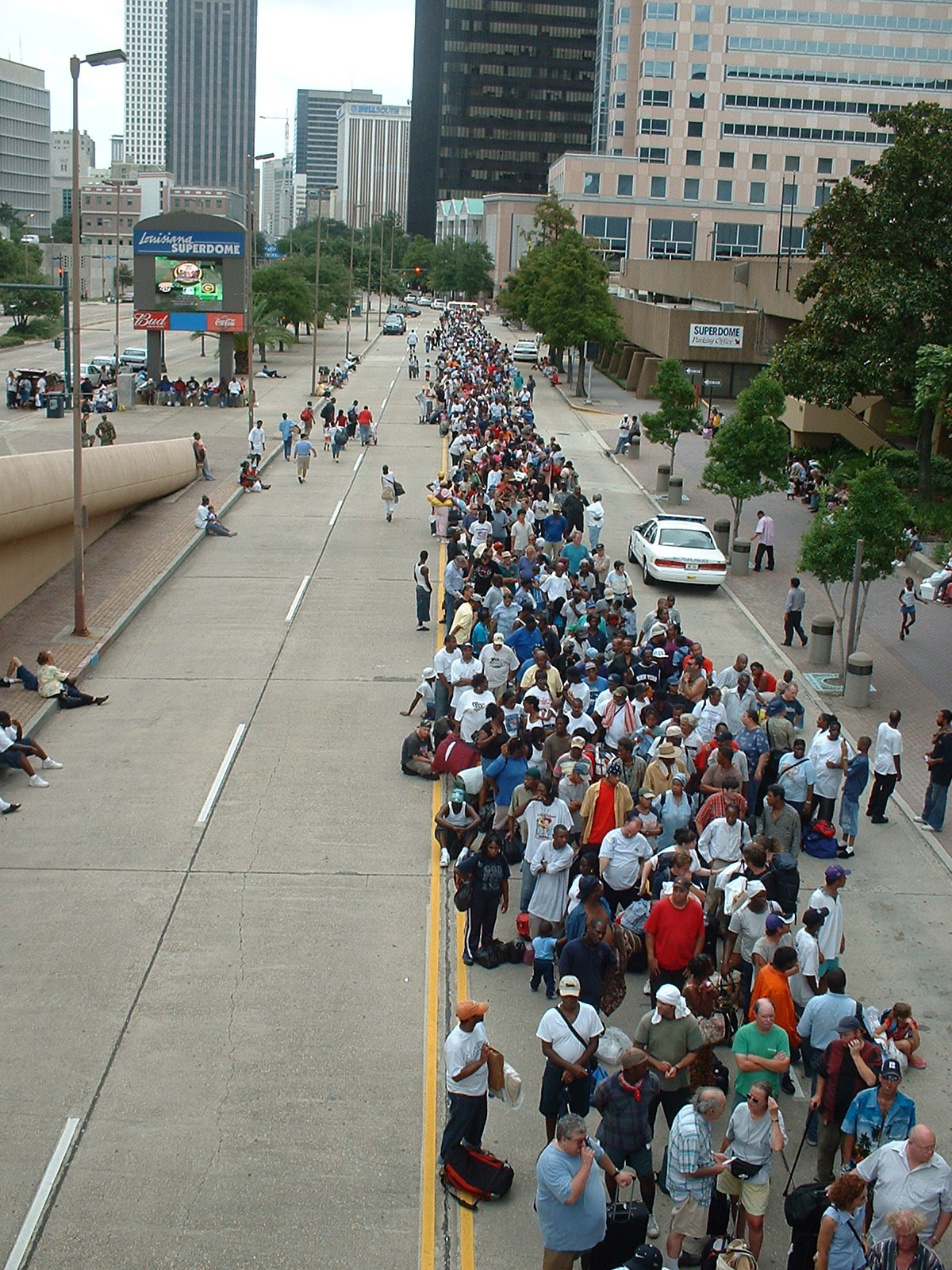
Betroffene des Hurrikans Katarina in einer Warteschlange stehend

Das Wort Geduld (auch altertümlich: Die Langmut) bezeichnet die Fähigkeit zu warten oder etwas zu ertragen. Oft gilt Geduld als eine Tugend; ihr Gegenteil ist die Ungeduld.
Als geduldig erweist sich, wer bereit ist, mit ungestillten Sehnsüchten und unerfüllten Wünschen zu leben oder diese zeitweilig bewusst zurückzustellen. Diese Fähigkeit ist eng mit der Fähigkeit zur Hoffnung verbunden. Geduldig ist auch, wer Schwierigkeiten, Leiden oder lästige Situationen mit Gelassenheit und Standhaftigkeit erträgt.

## Herkunft
Geduld geht auf das urgermanische Verbalabstraktum ga-thuldis zurück. Das Verb ist längst verloren gegangen. Es hatte vermutlich  die indogermanische Verbwurzel tol bzw. tla (tragen, ertragen). Man findet die Wurzel im lateinischen Verb fero, tuli, latum (aus ferre), das ‚bringen‘ und ‚tragen‘ bedeutet. Auch die griechischen Wörter τλάω (τλῆναι) tláō (tlänai), deutsch ‚ertragen‘, τολμάω (τολμᾶν) tolmáō (tolmāo), deutsch ‚wagen‘ und πόλυτλας, πολύτλας pólytlas, polýtlas, deutsch ‚standhaft‘ gehören in diesen Kontext. Das deutsche Verb dulden darf jedoch nicht in die Reihe dieser alten Formen gestellt werden; es wurde erst später von Geduld abgeleitet. Der Begriff dulden hat als Fremdwort Eingang in das wissenschaftliche Italienisch gefunden.

## Geduld in den Konfessionen und anderen Religionen

### Bibel
Geduld ist eine Frucht des Heiligen Geistes (Galater 5,22–23 ).
Martin Luther gibt in seiner Übersetzung des Neuen Testaments das griechische Wort ὑπομονή hypomonē (wörtlich: ‚Darunterbleiben‘) stets mit Geduld wieder. An einigen Stellen (Römer 2,4 ; 1. Timotheus 1,16 ; 2. Petrus 3,9.15 ; Hebräer 6,12 ; Jakobus 5,10 ) gebraucht Luther das Wort Geduld auch als Übersetzung des griechischen μαϰροϑυμία makrothymía (wörtlich: ‚Langmut‘, im übertragenen Sinne: ‚Ausdauer‘). Beide griechischen Wörter haben lautgeschichtlich nichts mit Geduld zu tun, beschreiben aber anschaulich, worum es bei Geduld geht.

### Islam
Im Koran werden die gläubigen Muslimen in zahlreichen Stellen dazu aufgefordert, sich in Geduld – arabisch صبر, DMG Ṣabr ‚Geduld, Langmut‘ – zu üben. So heißt es beispielsweise in der zweiten Sure in Vers 153: „Ihr Gläubigen! Sucht Hilfe in der Geduld und im Gebet! Gott ist mit denen, die geduldig sind“ und in der dritten Sure in Vers 200: „Ihr Gläubigen! Übt Geduld und bemüht Euch, standhaft und fest zu bleiben! Und fürchtet Gott! Vielleicht wird es Euch (dann) wohl ergehen.“

## Ableitungen
Während die von Geduld abgeleiteten Begriffe Duldung und duldsam schon im 17. Jahrhundert nachzuweisen sind, wird das Wort Duldsamkeit erst im 18. Jahrhundert als Übersetzung des Fremdwortes Toleranz kreiert. Die Bezeichnung Dulder kommt ebenfalls erst im 18. Jahrhundert auf. Sie findet sich zunächst vornehmlich bei Friedrich Gottlieb Klopstock, später dann auch in Kirchenliedern, in denen vor allem Jesus Christus als Dulder bezeichnet wird. In den allgemeinen Sprachgebrauch wird der Begriff Dulder durch Johann Heinrich Voß eingeführt. In seiner Übersetzung der Homerschen Odyssee benennt er Odysseus als „herrlichen Dulder“.
Kaiser Friedrich der Dritte wurde als „Dulder auf dem Thron“ bezeichnet.
Der Asteroid (451) Patientia wurde nach der Geduld benannt.